# Оторово (Великопольське воєводство)
Оторово (пол. Otorowo, нім. Otterwalde) — село в Польщі, у гміні Шамотули Шамотульського повіту Великопольського воєводства.
Населення — 1268 осіб (2011).
У 1975-1998 роках село належало до Познанського воєводства.

## Демографія
Демографічна структура станом на 31 березня 2011 року:
|          | Загалом | Допрацездатний вік | Працездатний вік | Постпрацездатний вік |
| -------- | ------- | ------------------ | ---------------- | -------------------- |
| Чоловіки | 620     | 149                | 419              | 52                   |
| Жінки    | 648     | 132                | 386              | 130                  |
| Разом    | 1268    | 281                | 805              | 182                  |